# Szemethy Imre
Szemethy Imre (Budapest, 1945. február 28. –) Munkácsy Mihály-díjas magyar grafikus. A Széchenyi Irodalmi és Művészeti Akadémia rendes tagja (1992). A Moholy-Nagy Művészeti Egyetem Doktori Iskolájában témavezető.

## Életútja, munkássága
Felsőfokú tanulmányokat a Magyar Képzőművészeti Főiskolán (1964-71) folytatott. Mesterei Barcsay Jenő, Ék Sándor és Fónyi Géza voltak. Pályakezdő éveit a Derkovits-ösztöndíj segítette. Az 1970-es években egy sajátosan ironikus, abszurd, szürreális stílust alakított ki a képtérben sűrűn szétszórt fragmentumok, tárgytöredékek segítségével (Szigeti veszedelem, 1973; Szentkuthy Miklós világa, 1975; Európa Minor I-II., 1976; Előjelek, 1985).
Az 1980-as évek végén csökkentette motívumainak számát, ugyanekkor részletgazdagabb előadásmód jellemzi (Noé füle, 1995). Az 1990-es években kifejezésmódja, stílusa egyre absztraktabbá, elvontabbá, fogalmibbá válik. A sokszorosító grafika minden ágában (rézkarc, szitanyomás, linóleummetszet, stb.) otthon van, de figyelemre méltóak finom, pontozásos módszerrel készült tusrajzai is (Csokonai-illusztrációk, 1974; Paravánjelenet, 1979).
Igen foglalkoztatott és kezdeményező könyv- és újságillusztrátor. 1996-ban Banga Ferenccel Képes Próza Tár címmel könyvsorozatot indítottak a magyar kispróza klasszikusainak képes feldolgozására, 1996 és 2002 között 8 kötetük jelent meg, köztük Dugonics András: Szittyiai történetek; Osszián énekei Kazinczy Ferenc fordításában.
A sokszorosító grafika, a könyvillusztráció mellett animációs filmeket is készít, köztük video-animációi: Intermezzo I-II. (1984); Élő piramisok (1987); Erszényes matiné (1990); Front (1997); A-mails (1998); Trisectio (2000); foglalkoztatja a videó- és multimédia-művészet. A Harsányi János Főiskola Művészeti Intézetében képi ábrázolást tanít egyetemi docensi beosztásban.

## Kiállításai (válogatás)[2]

### Egyéni
- 1974 • Stúdió Galéria, Budapest
- 1975 • Medgyessy Terem, Hódmezővásárhely
- 1976 • Forradalmi Múzeum, Szombathely • Helikon Galéria, Budapest
- 1977 • Magyar Intézet, Varsó
- 1979 • Horváth Endre Galéria, Balassagyarmat • Magyar Kultúra Háza, Prága
- 1980 • József Attila Könyvtár, Makó • József Attila Könyvtár, Miskolc
- 1981 • Collegium Hungaricum, Bécs
- 1983 • Erzsébetvárosi Kisgaléria, Budapest
- 1984 • Újpest Galéria, Budapest
- 1985 • Eötvös Károly Megyei Könyvtár, Veszprém
- 1987 • Újpest Galéria, Budapest
- 1993 • Vízivárosi Galéria, Budapest (Gaál Józseffel)
- 1995 • Vigadó Galéria, Budapest (Almásy Aladárral)
- 1996 • Várfok 14 Galéria, Budapest
- 1997 • Csepel Galéria, Budapest • Várfok 14 Galéria, Budapest
- 1998 • Fehér Galéria, Budapest

### Csoportos
- 1973-1976, 1980 • Stúdió kiállítások, Budapest
- 1973-1979, 1983-1987 • VII-X., XII-XIV. Országos grafikai biennále, Miskolc
- 1975 • Jubileumi Képzőművészeti kiállítás, Műcsarnok, Budapest
- 1978 • Magyar grafika '78, Magyar Nemzeti Galéria, Budapest
- 1979, 1980, 1983 • A makói művésztelep munkakiállítása, Makó
- 1980 • Tendenciák 1970-1980, 1., Új művészet 1970-ben, Óbuda Galéria, Budapest
- 1982, 1986-1994, 1998 • I., III-VII., IX. Országos Rajzbiennále, Salgótarján
- 1983 • Mai magyar grafika és rajzművészet, Magyar Nemzeti Galéria, Budapest
- 1984 • Szürrealista grafika, Óbuda Galéria, Budapest
- 1995 • Vallomások a vonalról, Magyar Grafikusok Szövetsége kiállítása, Vigadó Galéria, Budapest
- 2009 • Anno 1968, Művésztelepi Galéria (Ferenczy Múzeum), Szentendre • Gigantprint - Fürjesi Csaba, Pató Károly, Sánta László, Szemethy Imre, Szepessy Béla, Szőcs Géza - a Cered-Salgótarján Nemzetközi Művésztelep kiállítása, Duna Galéria, Budapest

## Albumaiból[3]
- 15 handpulled lithographs : (etchings) / Imre Szemethy. Budapest : Hungarian National Gallery : Central Bank of Exchange and Credit LTD., 1984. [4] p., 15 t. fol. : rézkarc, barna-drapp ; 43x32 cm
- Pest-budai históriák / Szemethy Imre 12 eredeti rézkarcával ; A tört. Don Péter válogatta, [albumterv] Fellegvári Tibor. Budapest : Auktor könyvkiadó, 1998. [1, [12], [12] t. fol. : rézkarc, barna-fehér ; 42x34 cm

## Illusztrált könyveiből
- Vizek, halak, emberek / Vigh József ; ill. Szemethy Imre. Budapest : Natura, 1974. 332 p.
- Holt lelkek / Nyikolaj Vasziljevics Gogol ; ford. Devecseriné Guthi Erzsébet ; ill. Szemethy Imre. Budapest : M. Helikon : Európa, 1974. 430 p.
- Kreutzer-szonáta / Lev Tolsztoj ; fordította Németh László / illusztrálta Szemethy Imre. Budapest : M. Helikon, 1978. 117 p.
- A megbabonázott puding : Ír tündérmesék és babonák / W. B. Yeats gyűjtése nyomán vál. és ford. Rakovszky Zsuzsa / [az illusztrációkat Szemethy Imre készítette]. Budapest : Helikon, 1983. Nyomda: Gyomaendrőd : Kner. 196 p., 8 t. fol. : ill., színes.
- Animus regis : Mátyás király a kortársak szemével / [vál., utószó Komlóssy Gyöngyi] ; [ill. Banga Ferenc, Szemethy Imre]. Budapest : Petőfi Irodalmi Múzeum, 2008. 199 p. ill., színes.

## Díjak, elismerések
- Derkovits-ösztöndíj (1972-1975)
- Munkácsy Mihály-díj (1977)
- XII. Országos grafikai biennále nagydíja (1983)
- Érdemes művész (1986)
- V. Országos Kisgrafikai Biennále – Csohány Emlékplakett (1990)
- Országos Rajzbiennále nagydíja (2000)
- Kiváló művész (2005)

## Kapcsolódó információk
- 6. Országos Rajzbiennále : Schmal Károly kamarakiállítása, Szemethy Imre kamarakiállítása : Salgótarján, 1992. szept. 26-nov. 21., Nógrádi Történeti Múzeum / [fotó: Buda László]. Salgótarján : Nógrádi Történeti Múzeum, 1992. 170 p. ill.